# غيرغو ناغي
غيرغو ناغي (بالمجرية: Nagy Gergő) هو لاعب كرة قدم مجري، ولد في 7 يناير 1993 في جيولا ، المجر في المجر. شارك مع منتخب المجر تحت 21 سنة لكرة القدم. أما مع النوادي، فقد لعب مع نادي بودابست هونفيد.

## وصلات خارجية
- غيرغو ناغي على موقع الاتحاد الأوربي (الإنجليزية)
- غيرغو ناغي على موقع اتحاد المجر (الهنغارية)
- غيرغو ناغي على موقع قاعدة بيانات كرة القدم.إي يو (الإنجليزية)
- غيرغو ناغي على موقع Soccerway.com (الإنجليزية)